# Mevo'ot Dromijim

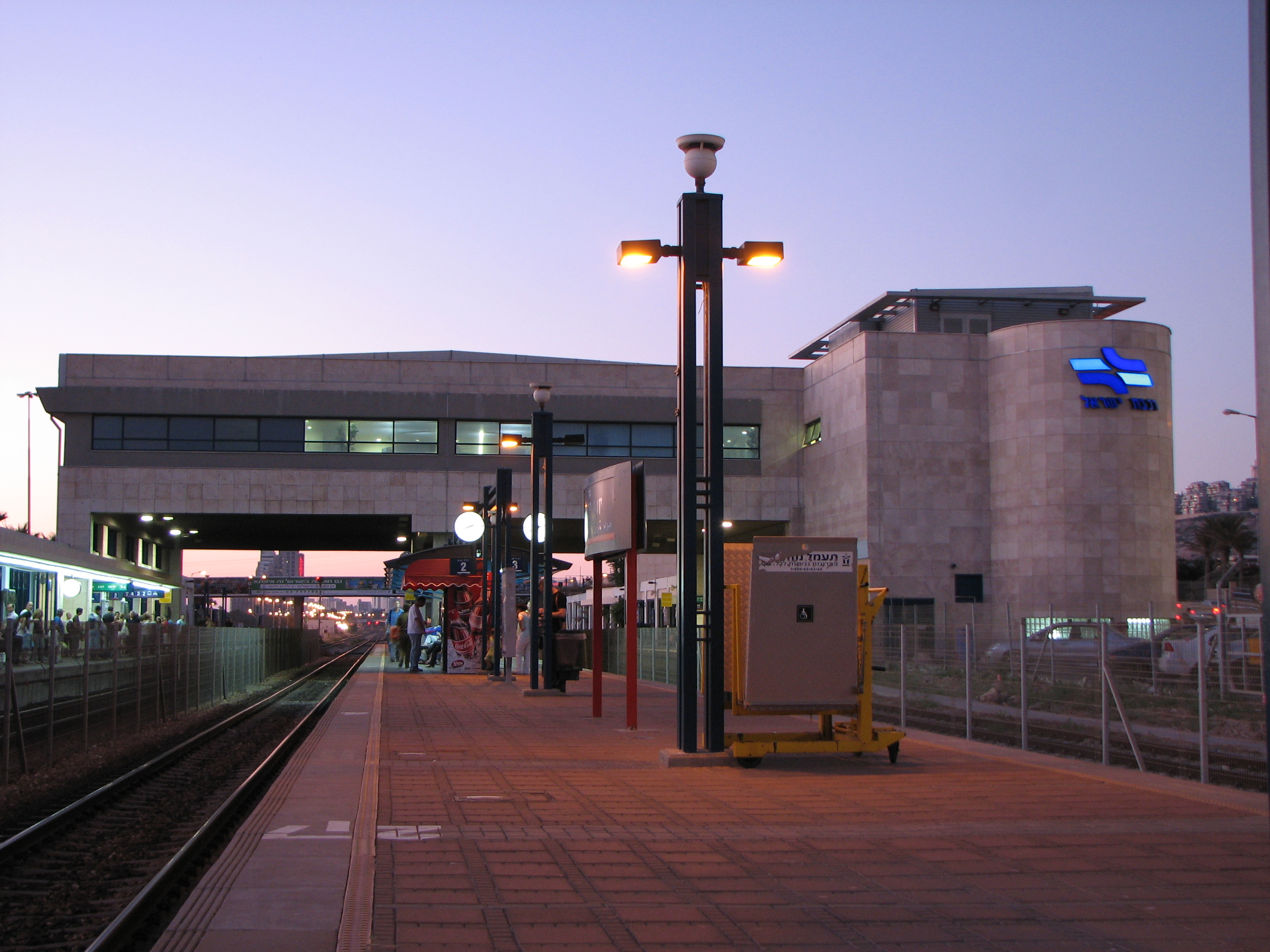
Železniční stanice Chejfa Chof ha-Karmel v Haifě

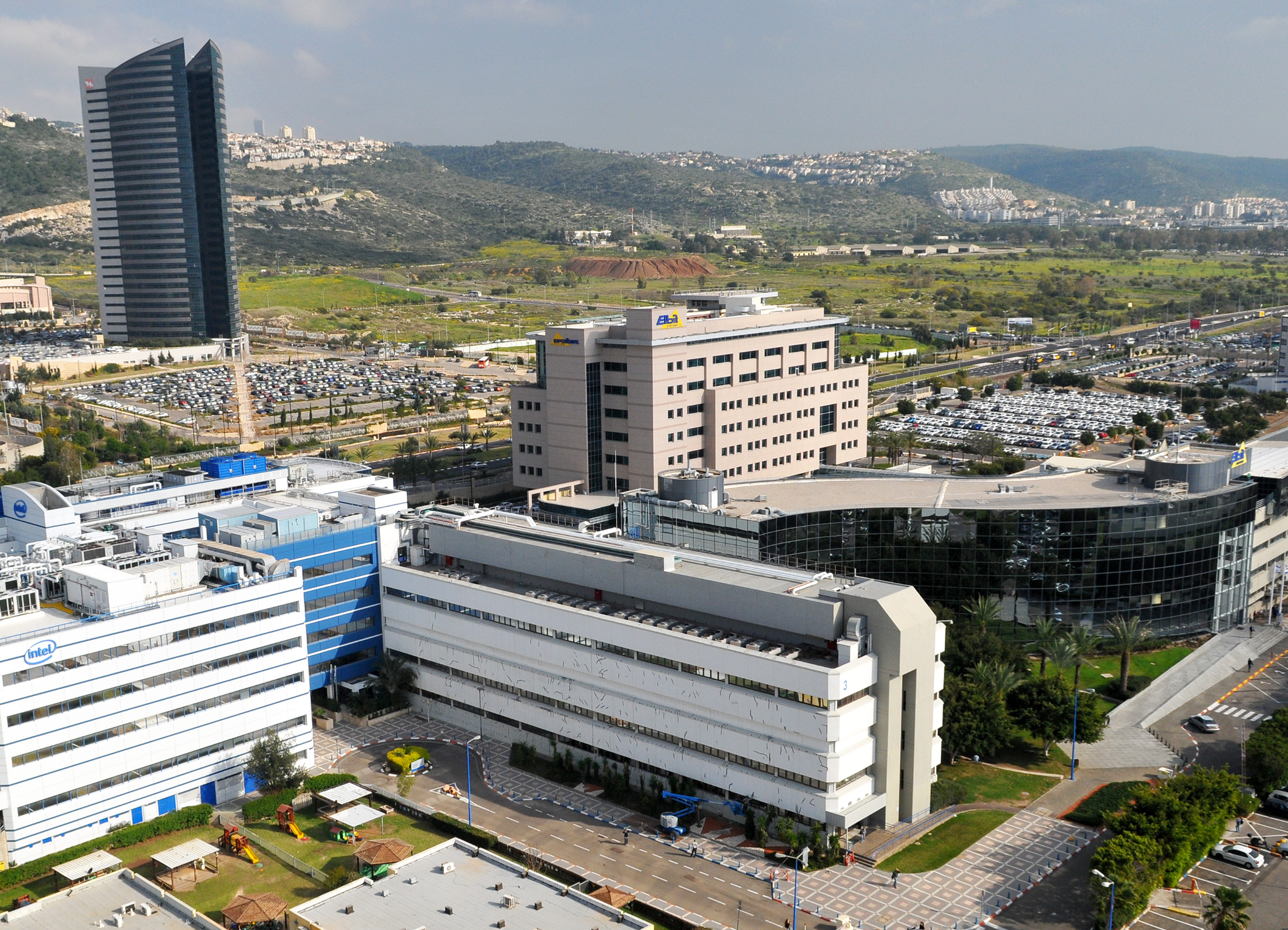
Průmyslová zóna Matam v Haifě

Mevo'ot Dromijim (hebrejsky מבואות דרומיים‎, doslova Jižní Vstupy) je čtvrť v jihozápadní části Haify v Izraeli. Nachází se v administrativní oblasti Ma'arav Chejfa na úpatí pohoří Karmel.

## Geografie
Leží na pobřeží Středozemního moře v nadmořské výšce do 50 metrů, cca 4,5 kilometru jihozápadně od centra dolního města. Na východě s ní sousedí čtvrť Achuza a Karmelija, na severu Kfar Samir a hřbitov Sde Jehošua, na jihu Kirjat Eli'ezer a na jihu Karmel Cafoni. Zaujímá úzký rovinatý pás území mezi mořským břehem a západním okrajem prudkých svahů pohoří Karmel, ze kterých sem stékají četná vádí jako Nachal Achuza nebo Nachal Ezov. Hlavní dopravní osou je pobřežní dálnice číslo 2, která tu ústí do dálnice číslo 4 (třída Sderot ha-Hagana), z nichž tu odbočují Karmelské tunely coby jižní obchvat města. Podél moře prochází také železniční trať a na ní zde stojí železniční stanice Chejfa Chof ha-Karmel. Populace je židovská s arabskou menšinou.

## Využití oblasti
Jde o intenzivně využitou a převážně neosídlenou lokalitu využívanou zejména pro komerční a průmyslové účely. Rozkládá se tu průmyslová zóna Matam. Město tu rovněž plánuje výstavbu bytového komplexu, který má vyrůst na ploše cca 87 dunamů (8,7 hektarů) a v první fázi má nabídnout 800 bytových jednotek.